# Islam Slimani
Islam Slimani(nascut el 18 de juny de 1988) és un futbolista professional algerià que juga com a davanter al Leicester City i l'equip nacional d'Algèria.